# Levke Kretschmann
Levke Kretschmann (17 juni 2000) is een Duits handbalster die als verdedigster uitkomt voor Buxtehuder SV.

## Biografie

### Clubcarrière
Kretschmann begon met handballen bij HSG Marne/Brunsbüttel. In 2018 stapte ze over naar MTV Heide. Met dit team wist ze eerst te promoveren naar de 3e Bundesliga en in 2021 volgde direct ook promotie naar de 2e Bundesliga. Met 239 doelpunten was ze in haar eerste seizoen in de 2e Bundesliga de nummer twee op de topscoorderlijst. Hiermee wist ze echter niet te voorkomen dat MTV Heide terug degradeerde naar de 3e Bundesliga. Kretschmann stapte over naar HL Buchholz 08-Rosengarten waarmee ze actief bleef op het tweede niveau van Duitsland. In het seizoen 2023/24 werd ze met 204 doelpunten topscoorster en ook werd ze verkozen tot speelster van het seizoen. In 2024 maakte ze de overstap naar Buxtehuder SV, waarvoor ze haar debuut maakte in de Bundesliga.

## Privé
Kretschmann studeerde bedrijfskunde.